# Louis Ier de Nassau-Weilbourg
Pour les articles homonymes, voir Louis Ier.
Louis Ier de Nassau-Weilbourg (en allemand Ludwig I von Nassau-Weilburg), né en 1473, décédé en 1523, est comte de Nassau-Weilbourg de 1492 à 1523.

## Famille
Fils de Jean III de Nassau-Weilbourg (fils de Philippe II) et d'Élisabeth de Hesse.
En 1502, Louis Ier de Nassau-Weilbourg épousa Marguerite de Nassau-Wiesbaden (1487-1548), (fille du comte Adolphe III de Nassau).
Six enfants sont nés de cette union :
- Élisabeth, elle entra dans les ordres
- Philippe III de Nassau-Weilbourg, comte de Nassau-Weilbourg
- Anne de Nassau-Weilbourg (1505-1564), en 1523 elle épousa le comte Jean II de Nassau-Beilstein (†1561)
- Louis de Nassau-Weilbourg (1507-1507)
- Louis de Nassau-Weilbourg (1508-1510)
- Jean de Nassau-Weilbourg

Louis Ier de Nassau-Weilbourg succéda à son grand-père la comte Philippe II de Nassau-Weilburg.
Louis Ier de Nassau-Weilbourg appartint à la septième branche (Nassau-Weilbourg) issue de la première branche (Nassau-Wiesbaden-Idstein) de la Maison de Nassau. Cette lignée de Nassau-Weilbourg appartint à la tige valmérienne qui donna des grands-ducs au Luxembourg. Cette lignée masculine des Nassau-Weilbourg s'éteignit en 1985 avec la grande-duchesse Charlotte de Luxembourg. Après le décès de la grande-duchesse, la famille conserva le nom de Nassau-Weilbourg, malgré son appartenance à la Maison de Bourbon-Parme.
Louis Ier de Nassau-Weilbourg est l'ancêtre de L'actuel grand-duc Henri Ier de Luxembourg.